# Conselho Nacional de Integração de Políticas de Transporte
O CONIT ou Conselho Nacional de Integração de Políticas de Transporte é um órgão da Administração direta do Brasil, vinculado à Presidência da República, cuja atribuição consiste, basicamente, em propor políticas nacionais de integração dos diferentes modos de transporte de pessoas e bens, conforme o artigo 5º da Lei 10.233/01, que dispõe sobre a reestruturação dos transportes aquaviário e terrestre, cria o Conselho Nacional de Integração de Políticas de Transporte, a Agência Nacional de Transportes Terrestres, a Agência Nacional de Transportes Aquaviários e o Departamento Nacional de Infra-Estrutura de Transportes, e dá outras providências.

## Composição

### Segundo o Decreto de estruturação do Conselho
De acordo com o artigo 3º do Decreto 6.550/08, que dispõe sobre a estrutura e o funcionamento do Conselho Nacional de Integração de Políticas de Transporte - CONIT, e dá outras providências, o CONIT tem a seguinte composição:
1. Seis conselheiros, representantes da sociedade civil;
2. Ministro de Estado dos Transportes, na qualidade de presidente do Conselho;
3. Ministro de Estado Chefe da Casa Civil da Presidência da República;
4. Ministro de Estado da Fazenda;
5. Ministro de Estado do Planejamento, Orçamento e Gestão;
6. Ministro de Estado da Agricultura, Pecuária e Abastecimento;
7. Ministro de Estado do Desenvolvimento, Indústria e Comércio Exterior;
8. Ministro de Estado Chefe da Secretaria de Portos da Presidência da República; e
9. Ministro de Estado Chefe da Secretaria de Aviação Civil da Presidência da República.

- Observação: De acordo com o §2º do mesmo artigo, a escolha dos representantes da sociedade civil se dá por designação do Presidente da República, entre representantes de usuários, de prestadores de serviços e de empresas dos setores de infraestrutura e indústria de transportes, para um período de dois anos, permitida a recondução.

### Segundo a Lei de criação
De acordo com o artigo 7º-A da Lei 10.233/01, porém, a composição do CONIT seria a seguinte:
1. Ministro de Estado dos Transportes, como presidente;
2. Ministro de Estado da Justiça;
3. Ministro de Estado da Defesa;
4. Ministro de Estado da Fazenda;
5. Ministro de Estado do Planejamento, Orçamento e Gestão;
6. Ministro de Estado do Desenvolvimento, Indústria e Comércio Exterior;
7. Ministro de Estado das Cidades; e
8. Secretário Especial de Portos da Presidência da República.

## Competências
O Decreto 6.550/08, em seu artigo 2º, estabelece como competências do CONIT:
1. propor medidas que propiciem a integração dos transportes aéreo, aquaviário e terrestre e a harmonização das respectivas políticas setoriais;
2. definir os elementos de logística do transporte multimodal a serem implementados pelos órgãos reguladores dos transportes aéreo, terrestre e aquaviário, pelo Ministério dos Transportes e pelas Secretarias de Portos e de Aviação Civil da Presidência da República*;
3. harmonizar as políticas nacionais de transporte com as políticas de transporte dos Estados, do Distrito Federal e dos Municípios, visando à articulação dos órgãos encarregados do gerenciamento dos sistemas viários e da regulação dos transportes interestaduais, intermunicipais e urbanos;
4. aprovar, em função das características regionais, as políticas de prestação de serviços de transporte às áreas mais remotas ou de difícil acesso do País, submetendo ao Presidente da República e ao Congresso Nacional as medidas específicas que implicarem a criação de subsídios; e
5. aprovar as revisões periódicas das redes de transportes que contemplam as diversas regiões do País, propondo ao Poder Executivo e ao Congresso Nacional as reformulações do Sistema Nacional de Viação que atendam ao interesse nacional.

- Observação: O artigo 6º, inciso II da Lei 10.233/01 traz um texto distinto a competência elencada no item 2: "definir os elementos de logística do transporte multimodal a serem implementados pelos órgãos reguladores dos transportes terrestre e aquaviário vinculados ao Ministério dos Transportes, conforme estabelece esta Lei, pela Secretaria Especial de Portos e pela Agência Nacional de Aviação Civil - ANAC". Porém, considerando a criação da Secretaria de Aviação Civil, a redação do Decreto parece a mais adequada

## Princípios e Diretrizes
A atuação do CONIT está condicionada à observação de alguns princípios e diretrizes, segundo o artigo 1º do Decreto 6.550/08:
1. as políticas de desenvolvimento nacional, regional e urbano, (o artigo 5º, inciso I da Lei 10.233/01 acresce aqui as políticas de defesa nacional), de meio ambiente e de segurança das populações, formuladas pelas diversas esferas de governo;
2. as diretrizes para a integração física e de objetivos dos sistemas viários e das operações de transporte sob jurisdição da União, dos Estados, do Distrito Federal e dos Municípios;
3. a promoção da competitividade, para redução de custos, tarifas e fretes, e da descentralização, para melhoria da qualidade dos serviços prestados;
4. as políticas de apoio à expansão e ao desenvolvimento tecnológico da indústria de equipamentos e veículos de transporte; e
5. a necessidade da coordenação de atividades pertinentes ao Sistema Federal de Viação e atribuídas pela legislação vigente à Casa Civil da Presidência da República, aos Ministérios dos Transportes, da Fazenda, do Planejamento, Orçamento e Gestão, do Desenvolvimento, Indústria e Comércio Exterior, da Agricultura, Pecuária e Abastecimento e às Secretarias de Portos e de Aviação Civil da Presidência da República*.

- Observação: O artigo 5º, inciso V da Lei 10.233/01 traz um texto distinto para o princípio/diretriz elencado no item 5: "a necessidade da coordenação de atividades pertinentes ao Sistema Federal de Viação e atribuídas pela legislação vigente aos Ministérios dos Transportes, da Defesa, da Justiça, das Cidades e à Secretaria Especial de Portos da Presidência da República."

## Comitês Técnicos
O CONIT possui ainda alguns Comitês Técnicos, previstos pelo artigo 6º do Decreto 6.550/08, cuja finalidade geral consiste em analisar e opinar sobre matérias específicas sob sua apreciação, inclusive com a participação de representantes da sociedade civil.
Foram criados, pela Resolução CONIT 2/11 os seguintes Comitês Técnicos:
1. Logística para a Agricultura e Agronegócio (CTLAG, instalado pela Resolução CONIT 3/11[4]);
2. Indústria, Comércio e Serviços (CTICS, instalado pela Resolução CONIT 5/11[5]);
3. Operadores e Usuários;
4. Relações Institucionais e Assuntos Intersetoriais;
5. Integração e Assuntos Internacionais;
6. Transporte Intermodal.